# エド・コッチ
エドワード・アービング・コッチ (英語：Edward Irving Koch、1924年12月12日 - 2013年2月1日) は、アメリカ合衆国の政治家。連邦下院議員、第105代ニューヨーク市長を務めた。通称はエド・コッチ (Ed Koch)。

## 生い立ち
1924年12月12日にニューヨーク州ニューヨーク・モリサニア地域のブロンクスにて、ユダヤ人家族の家庭に誕生する。父親は毛皮職人で、大恐慌による毛皮コートの値下がりから、ニュージャージー州ニューアークに移り住んだ。母親のジョイスは若くして癌で亡くなっている。
1941年から1943年にかけてニューヨーク市立大学シティカレッジに学ぶ。1944年9月、アメリカ陸軍の第104歩兵師団に徴兵され、シェルブールを目標としたノルマンディー上陸作戦に参加する。1946年には軍曹として名誉除隊され、ニューヨーク大学法学大学院に入学。1948年に法学士の資格を得て、1949年に刑事裁判を扱うことが許され、司法研修を始めた。

## 政治家としての経歴
1963年から1965年まで、民主党のグリニッジビレッジ地区リーダー。
1964年に州協会代表となる。そして1965年に民主党の地区リーダーであるにもかかわらず、市長選挙で共和党のジョン・リンゼイの支持を表明したことで注目を集める。
1966年にニューヨーク市評議会議員となる。
1969年から1973年まで、ニューヨーク州17選挙区選出の民主党リベラル派下院議員。
1973年から1977年まで、ニューヨーク州18選挙区選出の民主党リベラル派下院議員となり、計9年務める。
1976年にはウルグアイの秘密警察に殺害の脅迫を受ける。
1977年12月31日に第105代ニューヨーク市長に立候補するため、下院議員を辞職。
1978年から1989年まで、3期に渡ってニューヨーク市長を務めた。

## 政策など
- 同性愛に対する差別の根絶
- 法的措置によるストライキの阻止